# Joe Odagiri
Joe Odagiri (Japans: オダギリジョー, Odagiri Jō) (Tsuyama, 16 februari 1976) is een Japans acteur. Hij speelde in zijn eerste stuk in 2000 en speelt in films sinds 2001. Vanaf 2003 ontwerpt hij ook kleding.
Hij schreef zich in aan de California State University - Fresno om Regie te studeren, maar studeerde door een administratiefout aan de faculteit voor Theater en Kunst, en is zo eerst in de acteerwereld beland.
Hij was te zien in de manga- en animatieserie Mushishi waarin hij de hoofdrol van Ginko speelde en in de bekende film Shinobi: Heart Under Blade.

## Filmografie
- 2000 - Kamen Rider Kuuga - Yuusuke Godai
- 2001 - Terrors
- 2001 - Platonic Sex
- 2002 - Mokka no Koibito
- 2003 - Akarui mirai - Yuuji Nimura
- 2003 - Azumi - Bijomaru Mogami
- 2004 - Chi to hone - Takeshi
- 2004 - Kaikyo wo wataru violin
- 2004 - Shinsengumi! - Saitou Hajime
- 2005 - Princess Raccoon - Amechiyo
- 2005 - Scrap Heaven - Tetsu
- 2005 - Shinobi: Heart Under Blade - Kouga Gennosuke
- 2005 - La Maison de Himiko - Haruhiko Kishimoto
- 2006 - Sway - Takeru Hayakawa
- 2006 - The Pavillion Salamandre - Hoichi Tobishima
- 2006 - Mushishi (live-action) - Ginko
- 2007 - Tokyo Tower - Okan to Boku to Tokidoki Oton